# Mojito
Mojito er en cocktail, der stammer fra Cuba.
Mojito'en var Ernest Hemingways favoritdrink, og fås i et utal af varianter. Den indeholder dog altid mynteblade, lys rom og lime.
Mojito er diminutiv af det spansk-amerikanske moje eller mojo for "citrusmarinade", afledt af det spanske ord mojar, der betyder 'at fugte'. Udtales [mo-hi-to], men er også populært som [mo-ri-to].

## Tilberedningsforslag

### Ingredienser
- 6 cl lys rom
- 4-6 limebåde
- 1-2 tsk rørsukker
- 4-6 mynteblade
- Danskvand
- Knust is

### Tilberedelse
Mynteblade, limebåde og sukker mixes i et højt glas (collinsglas). Herefter fyldes glasset med knust is, og der tilsættes rom. Til sidst omrøres der, og danskvand tilsættes i en passende mængde.